# Габріель Аплін
Габрієль Енн Аплін (англ. Gabrielle Ann Aplin; нар. 10 жовтня 1992) — британська співачка й авторка пісень, набула популярності після публікації акустичних кавер-пісень таких груп, як Paramore та You Me at Six у мережі YouTube.
У лютому 2012 року Аплін підписала контракт з лейблом Parlophone і почала працювати над дебютним альбомом. У листопаді вона була обрана для запису саундтреку для телереклами універмагів «Джон Льюіс»; кавер-версія пісні Frankie Goes to Hollywood «The Power of Love» посіла перше місце в UK Singles Chart у грудні 2012 року. Її дебютний студійний альбом «English Rain» вийшов у травні 2013 року й отримав схвальні відгуки критиків. Його дебют в UK Albums Chart ознаменувався другим місцем. Потім відбулися записи кількох синглів: «Please Don't Say You Love Me», «Panic Cord», «Home» та «Salvation». Було продано близько 100 000 екземплярів альбому, що дозволило йому стати «золотим» у Великій Британії.
18 вересня 2015 року вийшов другий студійний альбом співачки «Light Up The Dark». Альбом містить два сингли «Light Up The Dark» та «Sweet Nothing».

## Біографія

#### Раннє життя і початок кар'єри (1992—2010)
Габрієль Аплін народилася і виросла в невеликому містечку Sutton Benger, неподалік від Chippenham. Вона є старшою з двох дітей. Коли дівчинці було 11 років, батьки купили їй першу гітару. Аплін заявляє, що її музика сформувалася під впливом творчості Джоні Мітчелл та Брюса Спрінгстіна, яких вона слухала в дитинстві. Також Габрієль є шанувальницею таких виконавців, як Боба Ділана та Леонарда Коена, рок-групи The National.
Аплін продовжила надалі вивчати музику в City of Bath Collegeruen, записуючись при цьому на домашньому лейблі коледжу BA1 Records.
13 вересня 2010 року Аплін на лейблі Never Fade Records випустила міні-альбом з п'яти пісень «Acoustic». Він досяг 25 місця в the iTunes UK album chart.

#### Never Fade, Home та BBC Introducing (2011—2012)
Другий міні-альбом співачки «Never Fade» вийшов 9 травня 2011 року. Композиції в ньому записані переважно в жанрі фолк-рок. Для їх запису вона грала на всіх інструментах самостійно. У квітні 2011 року Габрієль була запрошена виступати для BBC Introducingruen в Maida Vale Studiosruen, де виконала три треки зі свого міні-альбому, а також кавер-версію пісні «Fix You» групи Coldplay. Цей виступ є найпопулярнішим на каналі BBC Introducing в YouTube.
Третій мініальбом виконавиці, що отримав назву «Home», вийшов 9 січня 2012 року у співпраці з Never Fade Recordsruen. Вона описала його як «саму щиру річ», яку їй доводилося писати й виконувати. «Home» — головна пісня альбому, стала «треком тижня» в iTunes Store, а також першим треком виконавиці, програним на BBC Radio 1.

#### English Rain (2012—2014)
29 лютого 2012 року співачка підписала контракт з Parlophone Records. Її перший сингл, записаний з лейблом, «Please don't Say You Love Me» вийшов 10 лютого 2013 року.
В кінці 2012 року Аплін взяла участь у записі саундтреку для різдвяної реклами мережі універмагів «Джонні Льюїс»; саундтреком стала кавер-версія пісні «The Power of Love» групи Frankie Goes to Hollywood. В інтерв'ю співачка сказала: «Я хвилювалася, що люди можуть незлюбити мене, оскільки прив'язані до оригінального синглу. Але я зв'язалася з Холлі Джонсоном і він сказав мені кілька приємних речей щодо моєї роботи над піснею».
12 грудня 2012 року виконавиця анонсувала назву свого альбому — «English Rain». Пізніше була призначена дата релізу — 13 травня 2013 року. Незабаром після виходу, альбом посів друге місце в UK album charts; було продано близько 35 000 примірників. Чарти: 11 місце в Ірландії, 10 місце в Австралії й 39 місце в Новій Зеландії. Альбом мав міжнародний успіх і посів два перших місця в Австралійських чартах.
У 2013 році Аплін повідомила, що її лейбл Never Fade Recordsruen, який спочатку був запущений у 2010 році, так що Аплін могла випускати власну музику, тепер орієнтований на записи інших музикантів. Першим, хто підписав контракт з лейблом, стала уельська фолк-джаз співачка Ханна Грейс, що раніше супроводжувала Габріель Аплін в турах, а також інді-фолк артист Сейнт Реймонд. Першими альбомами на лейблі Never Fade Records стали альбом Аплін «Home» EP в січні 2012 року і «Escapade» EP Реймонда, що вийшли 22 квітня 2013 року. Потім Реймонд відмовився від контракту з Never Fade Records на користь контракту з Asylum, який є частиною Atlantic Records group.
У 2014 році співачка випустила міні-альбом «English Rain» в США. Він вийшов у світ 6 травня та містив п'ять пісень з її дебютного альбому і кавер-версію пісні «A Case of You» канадської співачки Джоні Мітчелл.

#### Light Up the Dark (2015—2016)
У травні 2015 року Аплін анонсувала свій другий студійний альбом «Light Up the Dark», одночасно випустивши музичне відео його головного треку. Відеокліп на другий трек альбому — «Sweet Nothing» вийшов 6 серпня 2015 року.
Виконавиця з'являлася в таких журналів, як Vogue та GQ, а у вересні 2015 року стало відомо, що вона підписала договір з модельним агентством Select. Пізніше, в інтерв'ю, вона повідомила, що не планує ставати моделлю і буде брати участь тільки в тих проєктах, які «відображають її та відповідають її музиці».
У 2016 році співачка почала набирати популярність в Бразилії, після того, як її пісня «Home» прозвучала в бразильській мелодрамі «Totalmente Demais». У травні того ж року вона відвідала цю країну з концертом і знялася в епізодичній ролі в останньому епізоді мелодрами. Після виступу на телепередачі Domingão do Faustãoruen, композиція «Home» досягла 1 місця в the Brazilian iTunes chart.
26 червня 2016 року Габріель виступила на акустичній сцені Glastonbury Festivalruen, а пізніше на BBC Introducing stage.

#### Міні-альбом Miss You (кінець 2016— 2018)
9 листопада 2016 року Аплін випустила пісню «Miss You». Вона стала переходом від колишнього гітарного звучання, яке було притаманне в «Light Up the Dark». Пісня стала головним треком міні-альбому «Miss You».
У лютому 2017 року співачка розірвала контракт з лейблом Parlophone Records, щоб випускати новий матеріал на своєму незалежному лейблі Never Fade Records. Її новий матеріал написаний за мотивами останніх подій у світовій політиці.
8 серпня 2017 року виконавиця анонсувала сингл «Waking Up Slow». Його реліз відбувся на наступний день разом з попереднім замовленням її нового міні-альбому «Avalon», який крім цього синглу містить чотири пісні. Реліз міні-альбому відбувся 6 жовтня. Його остання пісня була додана в плейлист Тейлор Свіфт 'Songs Taylor Loves' (укр. «Пісні, які любить Тейлор») на Spotify.

#### Dear Happy (2018 — 2023)
20 листопада 2018 року Аплін оголосила про вихід першого синглу з майбутнього третього альбому під назвою "My Mistake". Реліз синглу відбувся 28 листопада 2018 року; за словами Аплін, ця композиція є найвідвертішою і найгострішою у її творчості на той момент. 27 березня 2019 року відбувся реліз другого синглу під назвою "Nothing Really Matters". Третій сингл "Losing Me",  записаний за участі Джей Пі Купера, був випущений 14 серпня 2019 року. Третій альбом під назвою Dear Happy вийшов 17 січня 2020 року.
4 грудня 2018 року відбувся реліз різдвяного міні-альбому «December», створеного спільно Аплін та Ханною Грейс, який містив 4 композиції. 4 вересня 2020 року Аплін спільно з Анною Стрейкер випустила композицію "Good days bad days".

#### Phosphorescent (2023)
Після переїзду до Сомерсета в кінці 2020 року, Аплін зосередилася на створенні музики в домашніх умовах. 24 грудня 2021 року відбувся реліз першого синглу "Skylight". 15 червня 2022 року виходить другий сингл під назвою "Call me". Третій сингл "Never be the same" був випущений 7 жовтня 2022 року. Її четвертий альбом, Phosphorescent, був випущений 6 січня 2023 року на лейблі Never Fade Records. Альбом "Phosphorescent" є результатом творчих експериментів Габріель, проведених у період самоізоляції. Зміна звичного способу життя та вплив нового оточення стали каталізаторами для створення цього музичного матеріалу.
18 квітня 2024 року Габріель Аплін презентувала міні-альбом «Writers Block, Pt. 1». Цей реліз складається з п'яти кавер-версій, створених спільно з Ешем Хоузом та Сетоном Даунтом. Вона зазначила, що цей проєкт є своєрідним відпочинком від написання оригінального матеріалу і дозволяє їй віддати данину шани музиці, яка її надихала в дитинстві.

## Дискографія
- English Rain (2013)
- Light Up the Dark (2015)
- Dear Happy (2020)
- Phosphorescent (2023)

## Пісні співачки на телебаченні та в фільмах
- Кавер-версія пісні «The Power of Love» прозвучала в серіалі Царство.
- Пісня «Start of Time» прозвучала в «Alpha Pact», 11 епізоді 3 сезону телесеріалу MTV Вовченя.
- Пісня «Salvation» прозвучала у шостому сезоні шоу X Factor Australia. Ця пісня звучить в трейлері британського драматичного серіалу «Абатство Даунтон», а також в окремих епізодах, що транслювалися на каналі ITV.
- Пісня «Through the Ages» прозвучала в японському бойовику «Kuroshitsuji», що є адаптацією однойменної манги .
- Пісня «Salvation» прозвучала в серії «Yellow Ledbetter», другому епізоді шостого сезону серіалу «Щоденники вампіра».
- Пісня «The Power of Love» у її виконанні звучить у серії «Black Hole Sun», четвертого епізоду шостого сезону того ж серіалу. Також ця пісня звучить в трейлері серіалу «Воскресіння».
- Пісня «Alive» звучить у серії «Stay», чотирнадцятого епізод шостого сезону «Щоденників вампіра».
- Пісня «Salvation» звучить у трейлері фільму «Вік Адалін». Також ця пісня англійською мовою звучить в трейлері французького мультфільму «Маленький принц».
- Пісня «Home» звучить у трейлері фільму «Бруклін». Також у бразильській теленовелі Totalmente Demais. Ще вона прозвучала в одному з епізодів серіалу Вентворт.